# Thanh Hải, Thanh Liêm
Thanh Hải là một xã thuộc huyện Thanh Liêm, tỉnh Hà Nam, Việt Nam.

## Địa lý
Xã có diện tích 13,85 km², dân số năm 1999 là 9.809 người, mật độ dân số đạt 708 người/km².

## Hành chính
Xã Thanh Hải được chia thành 7 thôn: Cổ Động, Đoan Vỹ 1, Đoan Vỹ 2, Thanh Khê, Trí Xuyên, Trung Hiếu Hạ, Trung Hiếu Thượng.